# Chaudhuria caudata
Chaudhuria caudata is een straalvinnige vissensoort uit de familie van de stekelalen (Chaudhuriidae). De wetenschappelijke naam van de soort is voor het eerst geldig gepubliceerd in 1918 door Annandale.